# Tephrochares
Tephrochares là một chi bướm đêm thuộc họ Noctuidae.